# Дохватна вожња екипно
Дохватна вожња екипно је дисциплина у бициклизму на писти, у којој се такмиче тимови са по четири возача, чији је циљ да пређу одређену дистанцу за што мање времена. Слична је дохватној вожњи индивидуално, са разликом у томе што два тима стартују са супротних страна велодрома.

## Формат трке
И у женској и у мушкој конкуренцији такмиче се тимови од четири возача, који морају да прођу дистанцу од 4 km, односно 16 кругова. Побједник је тим који дистанцу пређе са најбржим временом. Прије старта сезоне 2012/13, у женској конкуренцији такмичили су се тимови са по три возача, који су возили по 3 km.
Као и код дохватне вожње индивидуално, циљ је задату дистанцу прећи са најбржим временом или престићи други тим у финишу. Возачи у тиму прате један другог, у формацији, како би изгубили што мање енергије. Возач на челу, који обично ради највише, периодично се склони са стране и врати се на зачеље, како би равномјерно трошили енергију. Возачи на челу обично проведу круг или круг и по. Коначно вријеме тима узима се када трећи возач пређе линију циља. С обзиром на то да се вријеме узима када трећи возач пређе кроз циљ, тимови обично одреде радника у екипи који ради максимално, не штедећи енергију, а у финишу вози лагано и заврши иза осталих возача у тиму, јер у финишу не може да прати темпо сувозача. У трци за медаљу, уколико један тим престигне други, трка је аутоматски завршена, док у тркама у којима је потребно да оба тима поставе вријеме, вози се до краја.

### Квалификације
Прва фаза такмичења на главном тркама су квалификације. И у квалификацијама се такмиче два тима истовремено, али се не такмиче један против другог, већ покушавају да поставе што брже вријеме како би се квалификовали за такмичење. На Олимпијским играма, од 2012, најбољи тимови се пласирају у елиминациону фазу; два најбоља се пласирају у борбу за злато, док се два најбоља тима од осталих такмиче у борби за бронзу. До 2012, два поражена тима из елиминационе фазе такмичили су се у борби за бронзу, што је промијењено како би се охрабрили сви тимови који су се квалификовали да возе што боље, јер сви добијају шансу да се боре за медаљу, у зависности од оствареног учинка. На Свјетском првенству и Свјетском купу, два најбржа тима у квалификацијама пласирају се у борбу за злато, док се трећи и четврти најбржи тим пласирају у борбу за бронзу.

## Најважније трке
| Олимпијске игре    | мушкарци | жене |
| Свјетско првенство | мушкарци | жене |
| Свјетски куп       | мушкарци | жене |